# 208-ма гвардійська зенітна ракетна бригада (СРСР)
208-ма гвардійська зенітна ракетна бригада (208 гв. ЗРБр, в/ч 53848) — формування протиповітряної оборони Збройних сил СРСР, що існувало до 1992 року.
Бригада перейшла під юрисдикцію України як 208-ма зенітна ракетна бригада.

## Історія
З'єднання сформовано у Вологодській області у листопаді 1941 року як 731-й винищувальний авіаполк (підпорядкування — 148-ма винищувальна авіадивізія ППО).
10 червня 1942 року з 148 ВАД ППО переведений до складу 147-ї винищувальної авіадивізії ППО Рибінсько-Ярославського району ППО.
31 березня 1943 року частина отримала назву 39-й гвардійський винищувальний авіаційний полк, з вересня 1943 року у складі 310-ї винищувальної авіадивізії. Після численних перепідпорядкувань і перебазувань з'єднання під час та після війни, 10 вересня 1960 року, частина стає 500-м гвардійським зенітним артилерійським полком (11-та дивізія ППО СРСР, місце постійної дислокації — Нікополь).
1963 року полк передислоковано до міста Херсон і передано до складу 21-ї дивізії ППО. 1968 року частина стала бригадою і отримала близьку до сучасної назву.
У 1992 році бригада перейшла під юрисдикцію України як 208-ма зенітна ракетна бригада.

## Командування
- (1941—1943) майор Лешко Дмитро Костянтинович†
- (1943—1945) підполковник Новіков Іван Йосипович
- (1946—1948) підполковник Кухаренко Микола Григорович
- (1948) підполковник Марченко Георгій Олександрович
- (1948) гв. майор Терновий Борис Якович
- гв. підполковник Абрамов Володимир Микитович
- гв. підполковник Ніколаєв Веніамін Павлович
- (1958)[уточнити] гв. підполковник Сивогривов
- (1960) підполковник Альохін Микола Федорович
- (1961) гв. підполковник Мисоченко Павло Борисович
- (1962—1967) гв. підполковник Іксанов Шаміль Салахутдинович
- (1967—1978) гв. підполковник Гаргола Микола Іванович
- (1978—1986) гв. полковник Ярощук Віктор Володимирович
- (1986—1987) гв. підполковник Біжев Айтеч Магомедович
- (1987—1989) гв. полковник Дуров Василь Филипович
- (1989—1992) гв. підполковник Молчанов Олександр Вікторович